# Cartografia de la Lluna
Per a la cartografia de la Lluna, la Unió Astronòmica Internacional ha dividit convencionalment la superfície de la Lluna segons dos reticulats. El primer, adequat per a una representació a escala 1: 2.500.000, està definit per 30 quadrangles. El segon, adequat per a una escala 1: 1.000.000, està definit per 144 quadrangles.
Als quadrangles del primer reticulat se li ha assignat un codi de tipus LQ-n (acrònim de Lunar Quadrangle) i als del segon reticulat amb un codi de tipus LAC-n (acrònim de Lunar Astronautical Chart). En ambdós casos, n és el seqüencial assignat al quadrangle dins de la referència de reticulat.
Entre els reticulats, els quadrangles circumpolars són de forma circular. La numeració dels quadrangles que es porta a terme de nord a sud i d'oest a est.

## Reticulat LQ

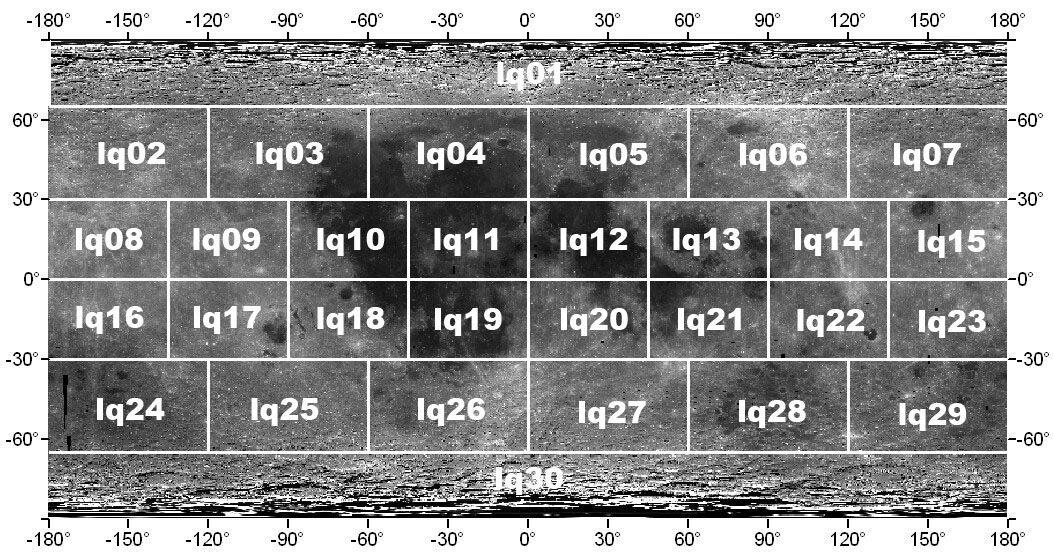
Visió general dels quadrangles del reticulat LQ

Les mides dels quadrangles difereixen en el nombre de graus de longitud i latitud coberts. Per a cada un dels hemisferis nord i sud s'han definit tres bandes de quadrangles.
- La primera banda s'estén entre 0° i 30° N/S (respectivament per a cada hemisferi) i es divideix en vuit quadrangles de longitud 45° cadascun (lq8 - lq15 / lq16 - lq23)
- La segona banda s'estén entre 30° N/S i 65° N/S i es divideix en sis quadrangles de 60° de longitud cadascun (lq2 - lq7 / lq24 - lq29). Per aquestes dues bandes s'adopta el meridià 180° E com a meridià convencional per a l'inici de la subdivisió en quadrangles, és a dir, el meridià central de la cara oculta de la Lluna.
- La tercera banda, que s'estén més enllà de 65° N/S, es compon de l'única malla circumpolar (lq1 / lq30).

| Nom        | Codi | Latitud     | Longitud            |
| ---------- | ---- | ----------- | ------------------- |
|            | LQ01 | 65° - 90° N | (-180)° - 180° E    |
|            | LQ02 | 30° - 65° N | (-180)° - (-120)° E |
|            | LQ03 | 30° - 65° N | (-120)° - (-60)° E  |
|            | LQ04 | 30° - 65° N | (-60)° - 0° E       |
|            | LQ05 | 30° - 65° N | 0° - 60° E          |
|            | LQ06 | 30° - 65° N | 60° - 120° E        |
|            | LQ07 | 30° - 65° N | 120° - 180° E       |
|            | LQ08 | 0° - 30° N  | (-180)° - (-135)° E |
|            | LQ09 | 0° - 30° N  | (-135)° - (-90)° E  |
| Marius     | LQ10 | 0° - 30° N  | (-90)° - (-45)° E   |
| Copernicus | LQ11 | 0° - 30° N  | (-45)° - 0° E       |
|            | LQ12 | 0° - 30° N  | 0° - 45° E          |
|            | LQ13 | 0° - 30° N  | 45° - 90° E         |
|            | LQ14 | 0° - 30° N  | 90° - 135° E        |
|            | LQ15 | 0° - 30° N  | 135° - 180° E       |
|            | LQ16 | 30° - 0° S  | (-180)° - (-135)° E |
|            | LQ17 | 30° - 0° S  | (-135)° - (-90)° E  |
|            | LQ18 | 30° - 0° S  | (-90)° - (-45)° E   |
|            | LQ19 | 30° - 0° S  | (-45)° - 0° E       |
|            | LQ20 | 30° - 0° S  | 0° - 45° E          |
|            | LQ21 | 30° - 0° S  | 45° - 90° E         |
|            | LQ22 | 30° - 0° S  | 90° - 135° E        |
|            | LQ23 | 30° - 0° S  | 135° - 180° E       |
|            | LQ24 | 65° - 30° S | (-180)° - (-120)° E |
|            | LQ25 | 65° - 30° S | (-120)° - (-60)° E  |
|            | LQ26 | 65° - 30° S | (-60)° - 0° E       |
|            | LQ27 | 65° - 30° S | 0° - 60° E          |
|            | LQ28 | 65° - 30° S | 60° - 120° E        |
|            | LQ29 | 65° - 30° S | 120° - 180° E       |
|            | LQ30 | 90° - 65° S | (-180)° - 180° E    |

## Reticulat LAC

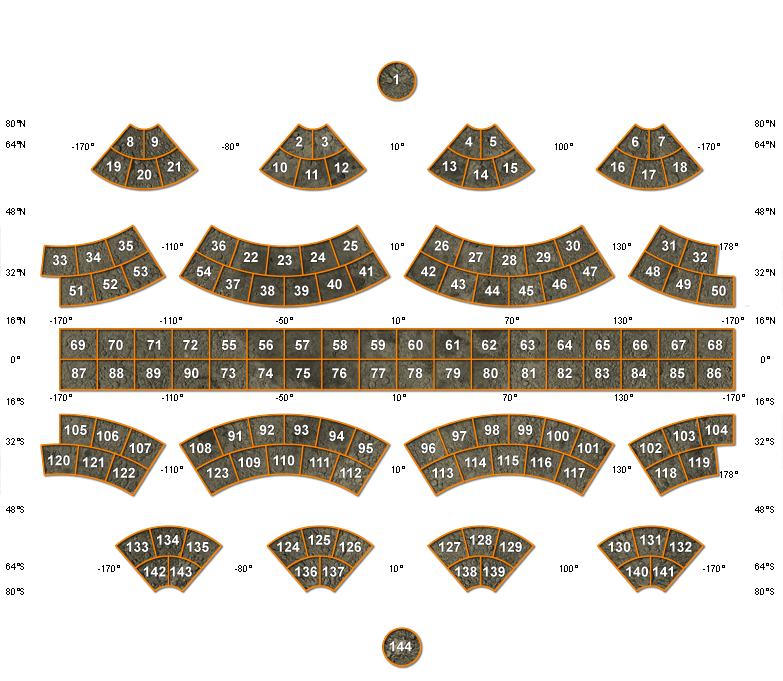
Visió general dels quadrangles del reticulat LAC

Tots els quadrangles mesuren 16° de latitud, excepte els dos circumpolars que mesuren 10º. Les dimensions dels quadrangles es diferencien en el nombre de graus de longitud coberts. Per a cada un dels hemisferis nord i sud s'han definit sis bandes de quadrangles:
- La primera i segona banda, que s'estenen respectivament entre 0° i 16° N/S i entre 16° N/S i 32° N/S, es divideixen en divuit quadrangles de 20° de longitud cadascun.
- La tercera banda s'estén entre 32° N/S i 48° N/S, i està dividida en quinze quadrangles de 24° de longitud cadascun.
- La quarta banda s'estén entre 48° N/S i 64° N/S, i està dividida en dotze quadrangles de 30° de longitud cadascun.
- La cinquena banda s'estén entre 64° N/S i 80° N/S, i està dividida en vuit quadrangles de 45° longitud cadascun.
- La sisena banda, que s'estén més enllà de 80 ° N/S, es compon d'una única malla circumpolar.

El meridià convencional per a l'inici de la subdivisió en quadrangles de cada banda és el -90° E, a excepció de la tercera banda que utilitza el meridià -86° E. Aquesta elecció fa que el meridià 10° E sigui l'únic que s'utilitza en totes les bandes per a separar dos quadrangles.
44 quadrangles han rebut una designació d'acord amb una característica de superfície particular present en el mateix quadrangles.